# Viviers (Moselle)
Pour les articles homonymes, voir Viviers.
Viviers est une commune française située dans le département de la Moselle en région Grand Est.

## Géographie
- 1Carte dynamique
- 2Carte OpenStreetMap
- 3Carte topographique
- 4Carte avec les communes environnantes

### Communes limitrophes
| Tincry  | Hannocourt               | Oron    |
| Delme   | Viviers                  | Fonteny |
| Donjeux | Laneuveville-en-Saulnois |         |

### Hydrographie
La commune est située dans le bassin versant du Rhin au sein du bassin Rhin-Meuse. Elle est drainée par le ruisseau de Viviers.

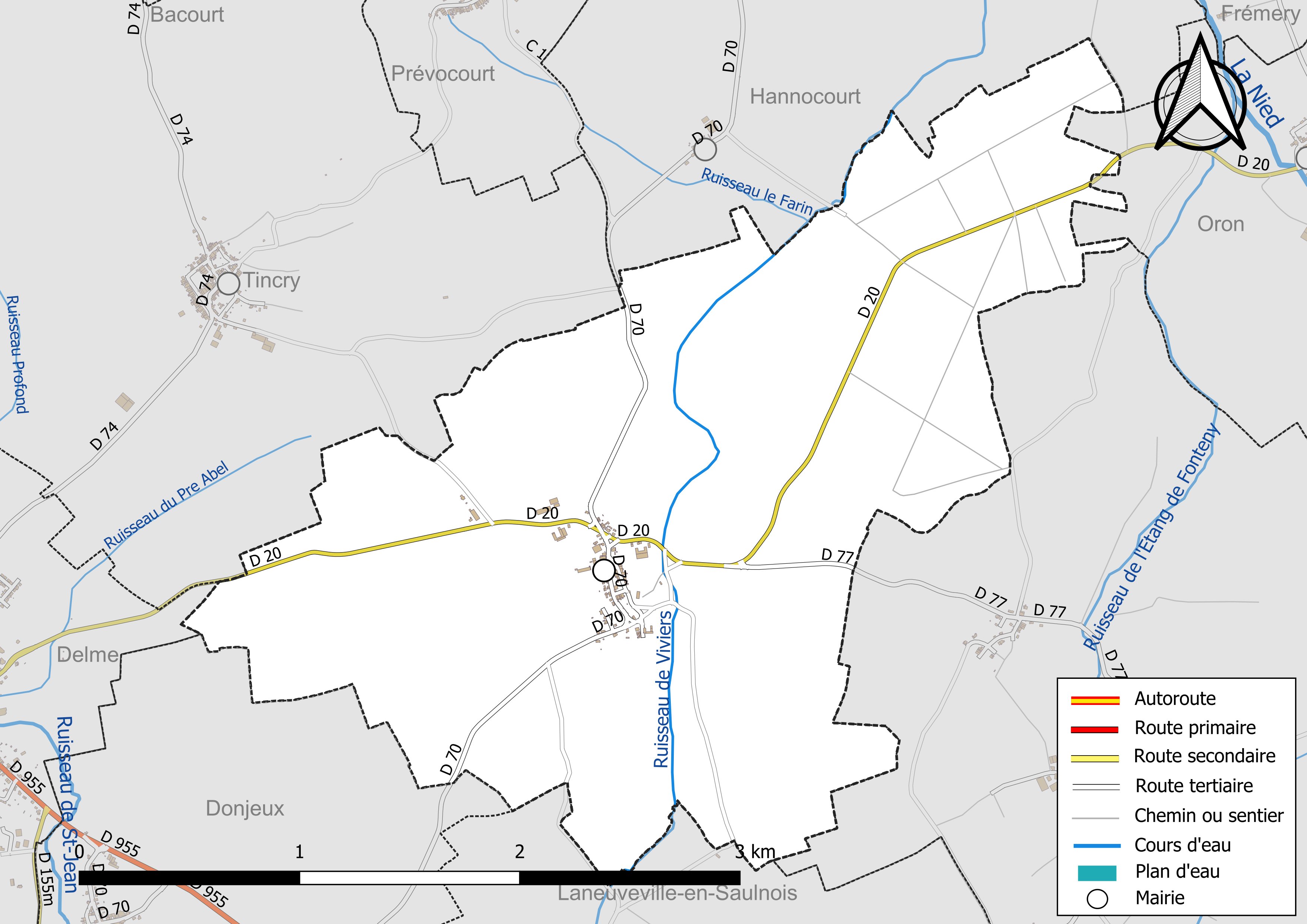
Réseaux hydrographique et routier de Viviers.

### Climat
Pour des articles plus généraux, voir Climat du Grand Est et Climat de la Moselle.
En 2010, le climat de la commune est de type climat des marges montargnardes, selon une étude du Centre national de la recherche scientifique s'appuyant sur une série de données couvrant la période 1971-2000. En 2020, Météo-France publie une typologie des climats de la France métropolitaine dans laquelle la commune est exposée à un climat semi-continental et est dans la région climatique  Lorraine, plateau de Langres, Morvan, caractérisée par un hiver rude (1,5 °C), des vents modérés et des brouillards fréquents en automne et hiver. 
Pour la période 1971-2000, la température annuelle moyenne est de 9,7 °C, avec une amplitude thermique annuelle de 16,9 °C. Le cumul annuel moyen de précipitations est de 791 mm, avec 11,6 jours de précipitations en janvier et 9,1 jours en juillet. Pour la période 1991-2020, la température moyenne annuelle observée sur la station météorologique de Météo-France la plus proche, « Lesse_sapc », sur la commune de Lesse à 10 km à vol d'oiseau, est de 10,7 °C et le cumul annuel moyen de précipitations est de 694,0 mm. 
La température maximale relevée sur cette station est de 40 °C, atteinte le 25 juillet 2019 ; la température minimale est de −20,7 °C, atteinte le 20 décembre 2009,,. 
Les paramètres climatiques de la commune ont été estimés pour le milieu du siècle (2041-2070) selon différents scénarios d'émission de gaz à effet de serre à partir des nouvelles projections climatiques de référence DRIAS-2020. Ils sont consultables sur un site dédié publié par Météo-France en novembre 2022.

## Urbanisme

### Typologie
Au 1er janvier 2024, Viviers est catégorisée commune rurale à habitat dispersé, selon la nouvelle grille communale de densité à sept niveaux définie par l'Insee en 2022.
Elle est située hors unité urbaine. Par ailleurs la commune fait partie de l'aire d'attraction de Metz, dont elle est une commune de la couronne,. Cette aire, qui regroupe 245 communes, est catégorisée dans les aires de 200 000 à moins de 700 000 habitants,.

### Occupation des sols
L'occupation des sols de la commune, telle qu'elle ressort de la base de données européenne d’occupation biophysique des sols Corine Land Cover (CLC), est marquée par l'importance des territoires agricoles (62 % en 2018), une proportion identique à celle de 1990 (62 %). La répartition détaillée en 2018 est la suivante : 
terres arables (47,4 %), forêts (34,3 %), prairies (14,6 %), zones urbanisées (3,7 %). L'évolution de l’occupation des sols de la commune et de ses infrastructures peut être observée sur les différentes représentations cartographiques du territoire : la carte de Cassini (XVIIIe siècle), la carte d'état-major (1820-1866) et les cartes ou photos aériennes de l'IGN pour la période actuelle (1950 à aujourd'hui).

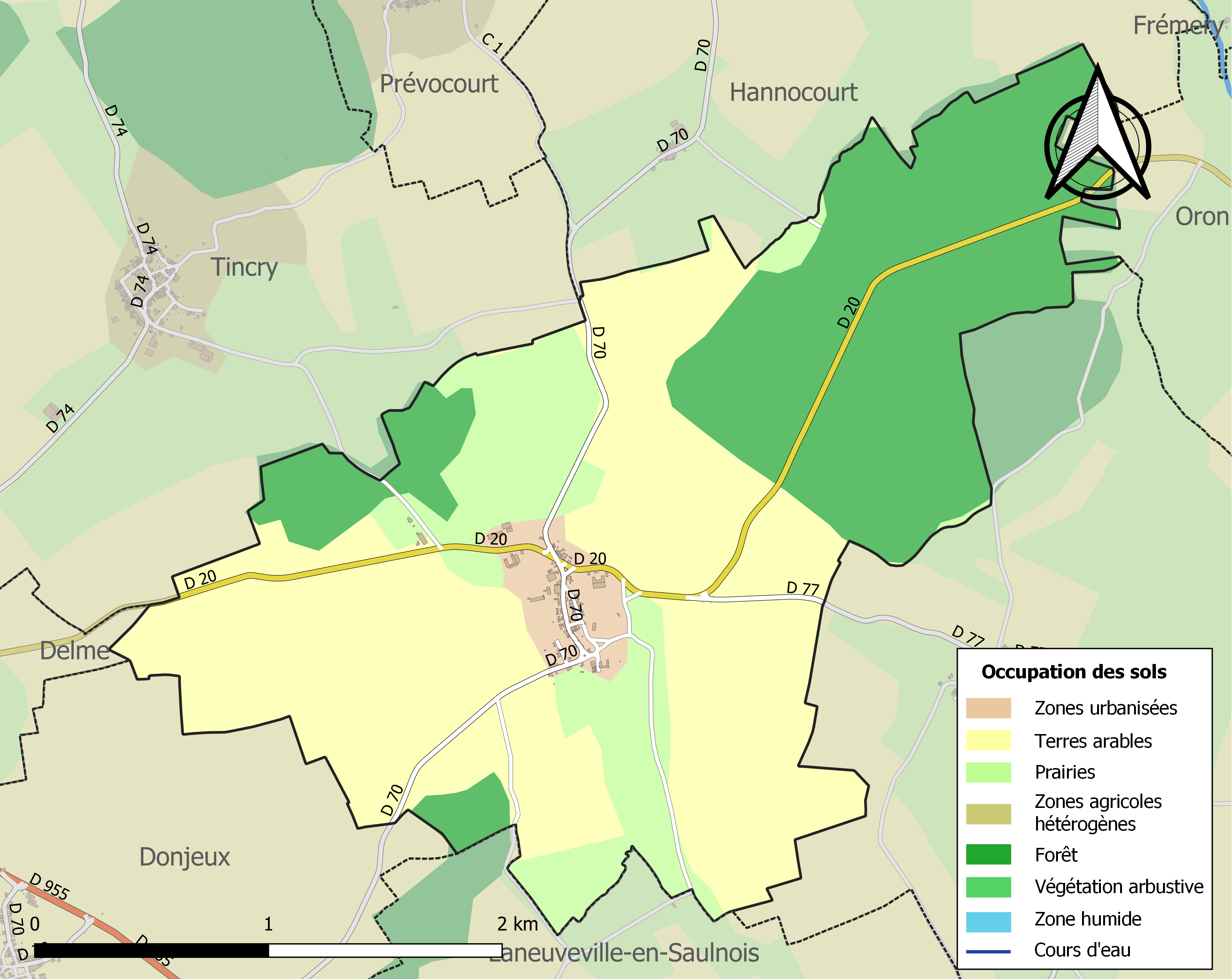
Carte des infrastructures et de l'occupation des sols de la commune en 2018 (CLC).

## Toponymie
Anciennes mentions : Bibera (1024), Castrum de Viviers (vers 1150), Vivaria & Vivariis (1222), Vivuers (1460), Fievers (1552), Vivier et Vyvier (1566), Weiher (1915-1918 et 1940-1944).
Du latin vivarium (« vivier »).

## Histoire
- Dépendait de l'ancienne province du Barrois.
- Seigneurie des comtes de Salm, barons de Viviers du XIIIe siècle au XVIe siècle.
- Le château fut détruit en 1642 sur ordre de Richelieu.
- Ancien prieuré bénédictin de Mettlach en 1024, devenu chapitre des chanoines de la congrégation de Notre-Sauveur en 1625.
- En 1459, il y avait un marché hebdomadaire et deux foires annuelles.
- Village sinistré en 1944.
- De 1790 à 2015, Viviers était une commune de l'ex-canton de Delme.

## Politique et administration
| Période                                  | Période   | Identité         | Étiquette | Qualité |
| ---------------------------------------- | --------- | ---------------- | --------- | ------- |
| mars 1995                                | mars 2008 | Guy Hinschberger |           |         |
| mars 2008                                | mars 2014 | Norbert Wilhelmy |           |         |
| 2014                                     | En cours  | Bertrand Cézard  |           |         |
| Les données manquantes sont à compléter. |           |                  |           |         |

## Démographie
L'évolution du nombre d'habitants est connue à travers les recensements de la population effectués dans la commune depuis 1793. Pour les communes de moins de 10 000 habitants, une enquête de recensement portant sur toute la population est réalisée tous les cinq ans, les populations de référence des années intermédiaires étant quant à elles estimées par interpolation ou extrapolation. Pour la commune, le premier recensement exhaustif entrant dans le cadre du nouveau dispositif a été réalisé en 2008.

En 2022, la commune comptait 122 habitants, en évolution de −1,61 % par rapport à 2016 (Moselle : +0,52 %, France hors Mayotte : +2,11 %).
| 1793 | 1800 | 1806 | 1821 | 1831 | 1836 | 1841 | 1846 | 1851 |
| ---- | ---- | ---- | ---- | ---- | ---- | ---- | ---- | ---- |
| 229  | 233  | 241  | 254  | 285  | 292  | 278  | 254  | 275  |

| 1856 | 1861 | 1871 | 1875 | 1880 | 1885 | 1890 | 1895 | 1900 |
| ---- | ---- | ---- | ---- | ---- | ---- | ---- | ---- | ---- |
| 274  | 275  | 251  | 218  | 219  | 191  | 197  | 192  | 192  |

| 1905 | 1910 | 1921 | 1926 | 1931 | 1936 | 1946 | 1954 | 1962 |
| ---- | ---- | ---- | ---- | ---- | ---- | ---- | ---- | ---- |
| 180  | 170  | 182  | 169  | 165  | 153  | 112  | 135  | 153  |

| 1968 | 1975 | 1982 | 1990 | 1999 | 2006 | 2008 | 2013 | 2018 |
| ---- | ---- | ---- | ---- | ---- | ---- | ---- | ---- | ---- |
| 149  | 141  | 123  | 131  | 110  | 104  | 102  | 124  | 121  |

| 2022 | - | - | - | - | - | - | - | - |
| ---- | - | - | - | - | - | - | - | - |
| 122  | - | - | - | - | - | - | - | - |

## Culture locale et patrimoine

### Lieux et monuments
- Vestiges gallo-romains : tuiles, monnaies.
- Ancienne motte castrale et son fossé ; vestiges et site du château de Viviers XIIe siècle. Acheté vers 1179 par l'évêque de Metz Etienne de Bar fut donné peu après aux comtes de Bar et tenu en fief de ces derniers, dès le début du XIIIe siècle par les comtes de Salm qui la gardèrent jusqu'au XVIe siècle. Restaurée et remaniée entre 1571 et 1581 par le comte Jean de Salm. Les Français l'occupérent en 1634, fut repris par les Lorrains en 1635. En juillet 1642 après un siège de quatre jours, François du Hallier s'empara du château sur ordre de Richelieu. Démantèlement des bastions et d'une grande partie des bâtiments, subsistaient encore en 1770-1780 la chapelle et les prisons. Vendu au roi de France en 1784. Les derniers bâtiments furent démolis avant 1850 sauf les écuries.
- Cimetière allemand.

#### Édifices religieux
- Église de l'Assomption-de-la-Bienheureuse-Vierge-Marie (XVIIIe siècle).
- Ancien prieuré de Viviers. En octobre 1024, Conrad II le Salique, roi des Romains, donnait à Udelin le domaine qu'il avait à Viviers. Dans les années qui suivirent fut fondé un prieuré, sous l'invocation de Notre Dame, à l'initiative de l'abbaye de Mettlach. Mis en commende au XVe siècle, ce prieuré fut supprimé en 1625 après son acquisition par le prince de Vaudémont, seigneur de Viviers, qui y fit envoyer des chanoines réguliers de la congrégation de Notre-Sauveur pour en entreprendre la réforme. Les anciens bâtiments furent alors détruits et remplacés par un nouvel établissement dont les chanoines prirent possession en 1630. L'ensemble se composait de quatre corps délimitant une cour carrée, l'aile Nord étant l'église. Un prieur, cinq prêtres et un frère résidaient en 1736. Sous la Révolution, le couvent fut acquis comme Bien National par la commune et plusieurs propriétaires privés. Le début du XIXe siècle vit disparaitre les ailes Nord et Ouest. C'est sur l'emplacement de cette dernière que devait être construite par la suite l'église paroissiale actuelle. L'aile Sud, qui fait partie du domaine communal, a servi de presbytère jusque vers 1980. Au sud-est du village, les deux ailes conservées du prieuré et l'église paroissiale adjacente sont bâties sur une éminence dominant le site de l'ancien château, inscrit sur l'inventaire supplémentaire des Monuments Historiques.
- Presbytère des chanoines (1625).

### Héraldique
| Blason de Viviers | Blason  | Bandé d'or et d'azur de six pièces à la bordure de gueules. |
| Blason de Viviers | Détails | Le statut officiel du blason reste à déterminer.            |